# Perché? (film)
Perché? (Proč?) è un film drammatico del 1987 diretto da Karel Smyczek.

## Trama
Di ritorno da una partita in trasferta a Bratislava, dei giovani facinorosi tifosi dello Sparta Praga sono fermati dalla Polizia e interrogati, per degli atti di violenza e di vandalismo sul treno in cui viaggiano.

Attraverso il flashback sono riportate scene raccapriccianti, dal coro inneggiante la Strage dell'Heysel, alle minacce ai viaggiatori, al tentativo di omicidio di un controllore e lo stupro di una delle sostenitrici.